# سینودونتیس تیزی
سینودونتیس تیزی (نام علمی: Synodontis thysi) نام یک گونه از سرده هم‌رسته‌دندان‌ها است. این گونه به طول ۲۲.۹ سانتی متر است.